# Phaius tankervilleae
Espèce
Classification phylogénétique
Statut CITES
Phaius tankervilleae est une espèce d'orchidées terrestres que l'on trouve en Inde, Nouvelle-Guinée, Chine, Indonésie, Malaisie et Australie. En Australie, on la trouve entre Brunswick Heads en Nouvelle-Galles du Sud au sud jusqu'aux régions tropicales du Queensland au nord. Elle est classée comme menacée d'extinction.
En 1778, John Fothergill la ramène de Chine en Angleterre. Plus tard, Joseph Banks nomme la plante en l'honneur de Lady Emma Tankerville lorsque l'orchidée fleurit dans sa serre de Walton-on-Thames, près de Londres. L'épithète spécifique fait référence au nom marital d'Emma, comtesse Tankerville, forme anglicisée de Tancarville, une ville de Normandie, en France.
Ses grandes feuilles plissées sont émises directement à partir du pseudobulbe. Ses inflorescences se dressent à la verticale et peuvent atteindre une hauteur de 2 m. Elles portent jusqu'à 16 fleurs chacune. Les fleurs ont trois sépales et deux pétales, de couleur brune à l'intérieur et blanc à l'extérieur, et un labelle en forme de tube ouvert mauve et jaune.
Cette orchidée vit dans les forêts marécageuses ou les prairies. Elle est menacée par le piétinement par le bétail, le prélèvement illégal par les collectionneurs, l'arrachage comme mauvaise herbe et le drainage de son habitat.

## Culture
C'est une plante facile à cultiver. Elle préfère la mi-ombre. La propagation est réalisée à partir de graines ou, plus simplement, en coupant la hampe défleurie à la base de la plante et en l'installant au chaud sur un lit de sable à peine humide, recouverte par film plastique, en situation ombragée : de nouvelles plantules apparaîtront à partir des nœuds au bout d'un à deux mois et pourront être transférées en pots individuels au bout de six mois.
Ce Phaius fleurit généralement au printemps.

## Synonymes
- Phaius tancarvilleae[3]